# Ammaar Ghadiyali
Bhai Ammaar Ghadiyali (ur. 30 maja 1997 w Dar es Salaam) – tanzański pływak.
Jest synem Bhaia Shabbira Ghadiyaliego. Karierę rozpoczął w 2005, w 2008 wziął udział w pierwszych międzynarodowych zawodach.
W 2011 wystartował na mistrzostwach świata, na których wywalczył kwalifikację na igrzyska w 2012. W tym samym roku został też mistrzem kraju.
Na igrzyskach uczestniczył w wyścigu na 100 m stylem dowolnym. Odpadł w pierwszej rundzie zajmując 3. miejsce w swoim biegu eliminacyjnym z czasem 1:01,07 s. Rezultat ten dał mu przedostatnią, 55. pozycję w końcowej klasyfikacji. Jest najmłodszym tanzańskim olimpijczykiem.
W 2013 na mistrzostwach świata wystartował na 100 i 200 m stylem dowolnym. Na krótszym dystansie zajął ostatnie, 9. miejsce w swoim biegu eliminacyjnym z czasem 1:00,56 s, natomiast na dłuższym odpadł z rywalizacji uzyskując czas 2:15,28 i zajmując ostatnią spośród sklasyfikowanych, 69. pozycję.